# S/S C M Bellman
Ej att förväxla med  M/Y C M Bellman, M/S Carl Michael Bellman eller M/S Bellman
S/S C M Bellman var ett svenskt passagerarfartyg, som byggdes som "Mälaren" 1861 på Bergsunds Mekaniska Verkstad i Stockholm. Hon har sitt namn efter Carl Michael Bellman.
Hon såldes från Stockholm 1873 till Liljedals buteljglasverk i Liljedal i Värmland och döptes om till "Liljedal". Mellan 1880 och 1991 trafikerade hon Frykensjöarna från 1885 för Ångbåts AB Frykdalen, först som  "Studsvik" och efter ombyggnad 1890 som "C M Bellman". Åren 1900–1901 byggdes hon efter försäljning om till bogserbåt på Karlstads Mekaniska Verkstad. Hon såldes vidare 1911 till Haparanda och döptes om till "Washington". Åren 1917–1918 ägdes hon av AB Luleå Verkstäder och därefter av andra personer och företag i Norrbotten.